# 歌武蔵の週刊らじちゃんこ
歌武蔵の週刊らじちゃんこ（うたむさしのしゅうかんらじちゃんこ）は、CBCラジオで毎週土曜日に放送しているラジオ番組。2014年10月11日放送開始。

## 概要
2014年4月 - 9月に毎月最終土曜日に放送していた『歌武蔵の月刊らじちゃんこ』を週一回レギュラー化し、改題したラジオ番組。
元力士で現落語家の三遊亭歌武蔵が毎回ゲストを迎え、「お題」にまつわるエピソードを中心にトークを展開する。
CBC東京支社スタジオ（千代田会館）から生放送を行っている。時折、名古屋の本社スタジオから生放送することもある。
プロ野球シーズンに入ると『ドラ魂ポーン!!!』と交代するが、当番組も『歌武蔵の番外らじちゃんこ』として不定期（2ヶ月に1回程度）に復活する。

## 放送時間
- 2014年10月11日 - 2015年2月28日、2015年10月3日 - 2016年3月26日、2016年10月1日 - 2017年3月25日
  - 毎週土曜日 17:00 - 19:00
- 2015年3月7日 - 3月28日
  - 毎週土曜日 17:00 - 19:30

## 出演者

### パーソナリティー
- 三遊亭歌武蔵
2015年2月7日は柳家喬太郎、2016年10月29日はホンキートンク、2017年3月4日は三遊亭鬼丸がピンチヒッター役を務めた。

### 魅惑の出張AD（アシスタント）
- 三遊亭美るく（現：三遊亭律歌）
- 柳家花ごめ
- 春風亭ぴっかり☆（現：蝶花楼桃花）
- 早川敦子（フリーアナウンサー）

### 過去に出演したアシスタント
- 林家扇 - 1月14日の放送で番組を卒業。その旨を同じ一門でゲスト出演の林家きく麿が発表した。

## コーナー紹介
- 今月の「しくじり」大賞!
- 川柳てっぽう柱!
「お題」にまつわる川柳コーナー。
- 歌武蔵のどすこいミュージックガイド
ゲストや、歌武蔵などが選曲した曲を流すコーナー。
- 中日新聞ニュース・天気予報
CBCアナウンサーが担当。
- CBC交通情報
日本道路交通情報センターが担当。

## 内包番組
- ウィークエンドネットワーク
TBSラジオ制作の報道ミニ番組。

## 新春スペシャル
- 2016年1月2日、15:00～19:00（第1部、15:00～16:45 第2部、17:00～19:00）
  - 第一部ゲスト：三遊亭鬼丸、柳家喬之助、第二部ゲスト：三遊亭兼好、三遊亭好の助
- 2018年1月3日、第1部、15:00～17:00 第2部、18:00～21:00
  - ゲスト：ホンキートンク、ロケット団
- 2020年1月2日、第1部、15:00～17:00 第2部、18:00～21:00
  - ゲスト：酒井直斗、工作太朗、オレンジ、河原龍夫ほか
  - ご案内（アシスタント）：早川敦子